# Ныша (приток Валы)
Ныша — река в Удмуртии, протекает в Кизнерском и Можгинском районах. Устье реки находится в 161 км по левому берегу реки Вала. Длина реки составляет 40 км, площадь водосборного бассейна 324 км².
Исток реки у деревни Ныша (Кизнерский район) на Можгинской возвышенности в 22 км к северо-востоку от Кизнера. Река течёт на восток, протекает деревни Комяк, Кинеусь (на реке плотина с запрудой) и Ныша (все — Муниципальное образование «Нышинское»). Ниже протекает село Можга и восточнее него впадает в Валу. Притоки — Кашурка, Чембай (левые); Кетекшурка, Вишурка (правые).
Средний уклон реки составляет 2,1 м/км, скорость течения около 0,2 м/с. Ширина реки в низовьях составляет 8 — 11 м, в среднем течении 5 — 6 м.

## Данные водного реестра
По данным государственного водного реестра России относится к Камскому бассейновому округу, водохозяйственный участок реки — Вятка от водомерного поста посёлка городского типа Аркуль до города Вятские Поляны, речной подбассейн реки — Вятка. Речной бассейн реки — Кама.
По данным геоинформационной системы водохозяйственного районирования территории РФ, подготовленной Федеральным агентством водных ресурсов:
- Код водного объекта в государственном водном реестре — 10010300512111100039108
- Код по гидрологической изученности (ГИ) — 111103910
- Код бассейна — 10.01.03.005
- Номер тома по ГИ — 11
- Выпуск по ГИ — 1